# Adam Pengilly
Adam Laird Pengilly (ur. 14 października 1977 w Taunton) – brytyjski skeletonista, srebrny medalista mistrzostw świata.

## Kariera
Największy sukces w karierze osiągnął w 2009 roku, kiedy srebrny medal na mistrzostwach świata w Lake Placid. W zawodach tych rozdzielił na podium Gregora Stähliego ze Szwajcarii i Rosjanina Aleksandra Trietjakowa. Zdobył także brązowy medal na rozgrywanych mistrzostwach Europy w Cesanie, ulegając jedynie swemu rodakowi Kristanowi Bromleyowi i Niemcowi Sebastianowi Hauptowi. W 2006 roku wystartował na igrzyskach olimpijskich w Turynie, zajmując ósme miejsce. Brał też udział w igrzyskach w Vancouver w 2010 roku, gdzie był osiemnasty.